# Nils Spilhammar
Nils Gustaf Spilhammar, född 3 augusti 1874 i Jakob och Johannes församling, Stockholm, död 24 juli 1968 i Oscars församling, Stockholm, var en svensk ämbetsman. Mellan åren 1920 och 1939 var han statskommissarie på Statskontoret. Han var son till tidningsmannen Johan Spilhammar.  

## Karriär

### Statskontoret
Spilhammar avlade examen till rättegångsverken 1904. Samma år började han som amanuens på Kungliga Statskontoret. 1907 befordrades han till revisor och bokhållare i utgiftsbyrån, vilket motsvarar tjänsteman i 1:a lönegraden. 1912 blev han ombudsman på myndigheten. 1920 blev Spilhammar statskommissarie och chef över fondbyrån på Statskontoret. Denna position höll han i nästan två decennier fram till sin pension 1939. Som belöning för sina insatser i rikets tjänst tilldelades Spilhammar både Vasaorden och Nordstjärneorden, varav den senare han även var kommendör av.

### Förtroendeuppdrag
Utöver sin tid på Statskontoret hade Spilhammar en del förtroendeuppdrag genom åren. Han var styrelseledamot i Statens byggnadsbyrå 1918-1920 och Stockholms stads hyresnämnder. Spilhammar var fullmäktig i Civilstatens änke- och pupillkassa från och med 1923. Mellan åren 1917 och 1945 var han sekreterare och ombudsman vid Allmänna Brandförsäkringsverket för byggnader å landet.

## Familj
Nils Spilhammar var son till tidningsmannen Johan Spilhammar (1836-1922) och Emma Spilhammar, född Küsel (1835-1920). 15 augusti 1913 gifte han sig med Willy Hedlund i Eskilstuna.

## Övrigt
Spilhammar var god vän med författaren Bo Bergman och komministern Bengt Olof Aurelius.

## Utmärkelser
- Riddare av 1:a klassen av Kungl. Vasaorden, 1920.[4]
- Riddare av 1:a klassen av Kungl. Nordstjärneorden, 1924.[5]
- Kommendör av Kungl. Nordstjärneorden, 1936.[6]

## Galleri

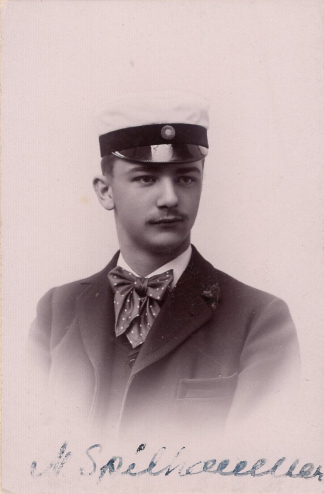
Nils Spilhammar som student.
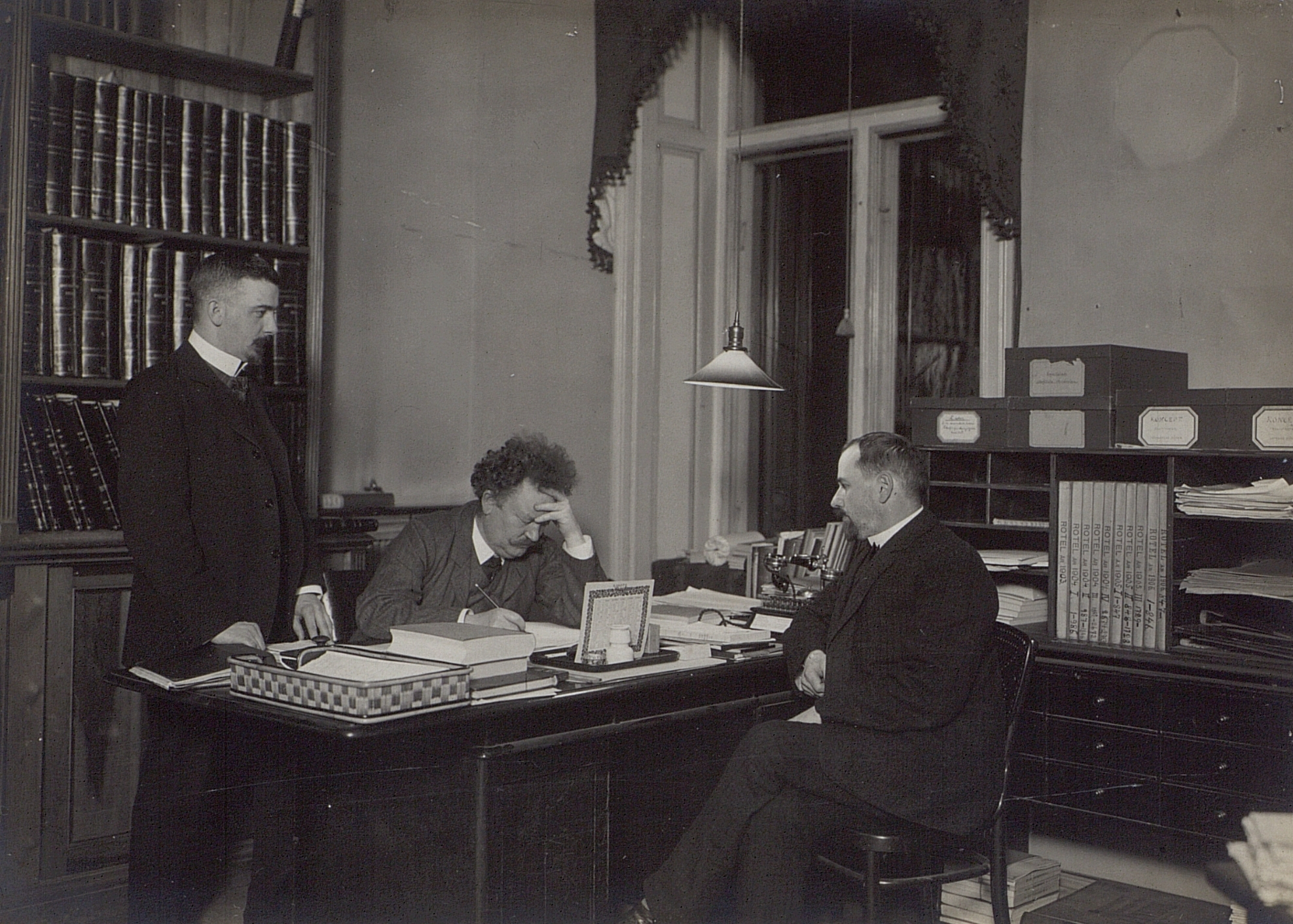
Från vänster: Överingenjören Carl Egnér, ombudsmannen Anders Hemming och Nils Spilhammar, Tekniska museet.